# مليلي (ولاية بسكرة)
مليلي بلدية بولاية بسكرة.
إحدى بلديات دائرة أورلال بولاية بسكرة أنشأت خلال التقسيم الإداري لسنة 1984 و تقع في الجهة الغربية لعاصمة الولاية على مسافة 36 كلم يحدها من الشمال بلديتي الحاجب و بوشقرون ومن الجنوب بلدية اسطيل ولاية الوادي و من الشرق بلدية أوماش و من الغرب بلدية أورلال أهم مواردها الفلاحة حيث تحتوي على 3557 هكتار صالحة للفلاحة و بها حوالي 126500 نخلة وعدد معتبر من البيوت البلاستيكية للفلاحة المحمية .